# Modelli di branding
L'espressione modelli di branding identifica i diversi tentativi che, a partire dagli anni '70, hanno cercato di definire e formalizzare in modo più o meno univoco il concetto di marca (in inglese brand), ossia l'insieme degli attributi tangibili e intangibili che, sintetizzati in un segno (il marchio), rappresentano e caratterizzano un'azienda, un prodotto e/o un servizio, allo scopo di renderli rilevanti e distintivi per il consumatore.
Nel corso degli anni numerosi economisti, cognitivisti, semiologi e pubblicitari hanno cercato di imbrigliare il concetto di "marca" all'interno dei rispettivi paradigmi. I risultati hanno evidenziato un notevole disaccordo su quali siano gli elementi costitutivi della brand e su come interagiscano tra loro. Come la maggior parte dei fenomeni di comunicazione, infatti, il concetto di "marca" racchiude al proprio interno istanze relative a discipline anche molto eterogenee (semiotica, psicologia, sociologia, economia, marketing, design etc.), e lo studio delle sue componenti costitutive, della sua organizzazione interna e dei suoi principi di funzionamento è difficilmente riconducibile ad un unico paradigma interpretativo. Negli ultimi anni lo studio dei fenomeni relativi alla marca si è quindi spinto progressivamente verso un approccio multidisciplinare, nel tentativo di valorizzare gli apporti di ciascuna disciplina e mantenere al tempo stesso una visione ad ampio spettro.

## Tipologia dei modelli di branding
È possibile suddividere i diversi modelli di branding all'interno di tre categorie principali: modelli di stato, modelli di gestione, modelli di valutazione. In ogni caso, e nonostante alcuni modelli rientrino pienamente all'interno di tali categorie, la suddivisione è da considerarsi puramente teorica, poiché la maggior parte delle modellizzazioni trascende tali categorie, spesso integrandone strumenti, prospettive e finalità.
Modelli di stato
Sono catalogate come modelli di stato tutte le elaborazioni teoriche che si pongono come obiettivo principale l'identificazione delle componenti costitutive della marca, la determinazione del loro ordine gerarchico e la comprensione dei rapporti di relazione in cui si trovano.
Modelli di gestione
Anche i modelli di gestione identificano le componenti della brand e i vari parametri ad essa legati, ma da una prospettiva maggiormente orientata al pragmatismo, alle regole di funzionamento e di gestione della marca.
Modelli di valutazione
I modelli di valutazione hanno come scopo principale la quantificazione del valore economico di una brand e della sua forza sul mercato. Rispetto ai modelli di stato e di gestione, particolarmente attenti agli aspetti qualitativi della marca, i modelli di valutazione tendono ad essere maggiormente marketing-oriented e a fondarsi su tecniche di analisi statistica.

## I principali modelli di branding
Star Strategy (J. Séguéla)
Il modello della Star Strategy, elaborato da Jacques Séguéla in aperto contrasto con il modello operativo della copy strategy, ha il merito storico di aver aperto il dibattito sul brand come istanza specifica e non come mero riflesso della strategia di advertising. Utilizzando una metafora antropologica, la Star Strategy considera il prodotto come un individuo avente un corpo, un carattere in grado di connotarlo e uno stile in grado di suscitare desiderio. Secondo Sèguèla, questo vale anche per le marche.
Modello cognitivista (K. Keller)
Modello sviluppato da Kevin Keller, focalizzato sul ruolo del consumatore e sulla conoscenza che egli ha della marca. Secondo Keller l'identità di marca è generata dagli elementi che costituiscono la sua notorietà e la sua immagine presso i pubblici finali, ossia brand awareness e brand image.
Semantic Brand Score (A. Fronzetti Colladon)
Modello sviluppato da Andrea Fronzetti Colladon che riprende in parte il concetto di brand knowledge teorizzato da Kevin Keller. Il Semantic Brand Score è una misura utile per la valutazione dell'importanza di uno o più brand, a partire da big data testuali analizzati tramite tecniche di text mining e social network analysis. L'indicatore ha tre dimensioni: prevalence, diversity e connectivity.
Rosone di marca (M. C. Sicard)
Marie-Claude Sicard vede la brand come il risultato di un equilibrio instabile tra sette variabili: spazio, fisico, tempo, progetto, relazione, posizione, norme. La marca così costituita è caratterizzata da evoluzione costante, apertura e reattività agli stimoli provenienti dal contesto sociale, culturale ed economico.
Brand Asset Valuator (Young & Rubicam)
Modello di valutazione del valore della brand, sviluppato dall'agenzia pubblicitaria Young & Rubicam. Questo modello misura il valore della marca attraverso quattro fattori principali: differenziazione, rilevanza, stima, familiarità. La differenziazione e la rilevanza sono indicative del potenziale di espansione (vitalità della brand), mentre la stima e la familiarità determinano l'attuale potere di una marca (statura della brand). Un'indagine basata sul Brand Asset Valuator (BAV) viene eseguita annualmente e contiene dati su circa 2.000 marchi per ogni rilevazione. È basata sull'opinione di oltre 400.000 intervistati in 48 paesi.
Cerniera di marca (J. M. Floch)
Il modello, elaborato da Jean-Marie Floch, analizza le manifestazioni di marca operando una distinzione tra "piano dell'espressione" (colori, materiali, gusti, odori, profumi, suoni, tatto etc.) e "piano del contenuto" (valori, temi, promesse, associazioni etc.). Ciascuno dei due piani è a sua volta suddiviso in una componente variabile e una componente invariabile. L'identità della marca è fondata sulla dialettica tra le componenti invariabili dei due piani, definite etica di brand ed estetica di brand.
Modello progetto/manifestazioni (A. Semprini)
Secondo il modello teorizzato dal semiologo Andrea Semprini, la costruzione dell'identità della brand inizia con un progetto che definisce la strategia di marca e, soprattutto, propone un orizzonte di senso pertinente, significativo e sensato rispetto alle aspettative del target. L'identità di marca è quindi suddivisibile in diversi livelli: un livello profondo costituito da un numero limitato di valori fondamentali, un livello intermedio in cui i valori si presentano organizzati in racconti e narrazioni (es. seduzione, minaccia, incoraggiamento, ricompensa etc.) e un livello discorsivo in cui valori e narrazioni sono arricchiti dalle figure del mondo (oggetti, forme, colori, personaggi etc.). Semprini infine riconosce un ruolo anche al contesto sociale, politico ed economico, poiché influisce nella ricezione e interpretazione delle manifestazioni di marca da parte dei pubblici.
Modello Interbrand (Interbrand)
Il modello Interbrand parte dall'assunto che il valore di una brand non si può rilevare analizzandola in maniera globale, ma è necessario incentrare l'analisi sui diversi segmenti di target. Il valore complessivo di una marca dipende da quello dei singoli segmenti. Il valore d'ogni singolo segmento deriva dalla moltiplicazione tra il valore effettivo del brand (composto dagli elementi tangibili e intangibili) e il valore potenziale, ponderando il tutto per il rischio d'investimento.
Modello di Aaker e Joachimsthaler
Modello implementato da David A. Aaker e E. Joachimsthaler secondo il quale l'identità della marca, i suoi significati ed i valori di cui è portatrice, costituiscono una cornice di senso che si estende fino a determinare l'identità dei prodotti ad essa associati, mediandosi con le loro caratteristiche intrinseche.
Modello della Leo Burnett Brand Consultancy (L. Burnett)
Secondo questo modello della Leo Burnett, l'identità di brand corrisponde a ciò che l'impresa riesce a trasmettere al mercato, e si definisce attraverso i suoi scopi (obiettivi), le sue funzioni (cos'è e cosa fa), la sua immagine/personalità (com'è percepita) e le sue differenze dalla concorrenza (come si distingue).
Modello di Upshaw (L. B. Upshaw)
Il modello di Lynn B. Upshaw distingue due livelli fondamentali della brand: la brand essence (nocciolo duro dell'identità di marca, risultato dell'interazione tra personalità di marca e posizionamento di marca), e la total brand identity (riverbero della brand essence, all'interno del quale rientrano nome della brand, logotipo e sistema grafico, comunicazioni di marketing, strategie di vendita, promozioni e performance di prodotto).
Modello di Brun e Rasquinet (M. Brun, P. Rasquinet)
Secondo Monique Brun e Philippe Rasquinet non si può parlare di brand identity, ma solamente di brand image, ossia di identità attribuita dai consumatori. Questo modello inscrive la brand image all'interno di un triangolo equilatero, ai cui vertici troviamo la realtà dell'impresa, l'ambiente sociale e la strategia.
Prisma d'identità (J. N. Kapferer)
Secondo Jean-Noel Kapferer l'identità di marca è costituita da 6 elementi: fisico (le caratteristiche oggettive della marca, cosa offre), personalità (il carattere della marca), relazione (lo scambio simbolico di contenuti e significati legati alla marca), cultura (di cui la marca è espressione), immagine riflessa (il tipo di target che viene associato alla marca), auto-immagine (come il target percepisce sé stesso).
Nel dettaglio i 6 elementi:
- Fisico: include tutti gli aspetti tangibili che contribuiscono all’esperienza di marca, come il logo, il design, il packaging, i materiali, la qualità percepita e anche l’esperienza sensoriale (colore, suono, profumo, touchpoint fisici). È la parte più immediatamente riconoscibile del brand, quella che crea la prima impressione e che deve essere coerente con tutto il resto dell’identità.
- Personalità: rappresenta il carattere unico del brand, espresso attraverso il tono di voce, lo stile comunicativo, i valori e il modo in cui il brand si presenta e si relaziona. Per approfondire questo aspetto, noi utilizziamo anche strumenti come il MBTI (Myers-Briggs Type Indicator), che permette di identificare e descrivere la personalità del brand in modo più scientifico e strutturato, andando oltre i semplici archetipi. Una personalità coerente e autentica rafforza la reputazione e la riconoscibilità del marchio.
- Relazione: riguarda il tipo di rapporto che il brand instaura con i propri clienti e stakeholder. Non si tratta solo di vendita, ma di come il brand comunica, ascolta, coinvolge e crea valore nel tempo. Il tono di voce, la customer care, la community, i canali social e tutte le forme di interazione sono fondamentali per costruire una relazione solida e duratura.
- Cultura: è l’insieme di valori, credenze e patrimonio storico che il brand incarna e trasmette. Spesso si riflette nell’origine geografica, nella tradizione aziendale, nella mission e nella vision. Una cultura forte aiuta a differenziare il brand e a creare una connessione profonda con chi condivide quegli stessi valori.
- Immagine riflessa: rappresenta il modo in cui il brand vuole che i propri clienti siano visti dagli altri. Non è solo la descrizione del target, ma la proiezione di un modello ideale: chi acquista quel brand vuole essere percepito in un certo modo. Questo elemento è cruciale per la costruzione delle campagne pubblicitarie e per la scelta delle immagini e dei testimonial.
- Auto-immagine: riguarda la percezione che il cliente ha di sé stesso quando utilizza il brand. È l’identificazione personale che si crea tra il consumatore e la marca, spesso legata a bisogni emotivi, aspirazioni e desideri di appartenenza. Capire come il cliente si sente usando il brand è fondamentale per costruire una comunicazione efficace e autentica.  Il Prisma di Kapferer è uno strumento operativo che permette di analizzare e progettare la brand identity in modo completo e coerente, aiutando le aziende a differenziarsi, a creare connessioni autentiche e a guidare tutte le scelte strategiche di comunicazione e posizionamento.

Dimensioni della personalità di marca (J. Aaker)
Il modello teorizzato da Jennifer Aaker, utilizzando un'analogia antropologica, descrive e misura la personalità e il profilo di una marca attraverso cinque dimensioni centrali, ciascuna divisa in una serie di aspetti: sincerità (semplice, onesta, sana, allegra), eccitamento (audace, animata, immaginativa, aggiornata), competenza (affidabile, intelligente, di successo), sofisticazione (di categoria superiore, di charme) e natura rude (aperta, dura).
Modello di branding Carmi e Ubertis (E. Carmi)
Modello qualitativo di gestione della marca, secondo il quale una brand governance coerente ed efficace richiede l'elaborazione di una strategia unitaria, ossia una design strategy in grado di coordinare e organizzare in modo efficiente ed efficace tutte le manifestazioni della marca, che il modello suddivide in base agli ambiti di pertinenza e d'applicazione (corporate design, packaging design, space design, editorial design).
La marca come punto di contatto (J. Blythe)
Jim Blythe interpreta la brand come un punto di contatto tra impresa e consumatori. La marca riceve dall'azienda degli input (prodotto, luogo, prezzo, promozione, persone, processo, evidenza fisica), che elabora in output verso il consumatore (immagine, qualità, costo, performance attesa, differenziazione dai concorrenti).